# Paraulopus japonicus
Paraulopus japonicus är en fiskart som först beskrevs av Kamohara, 1956.  Paraulopus japonicus ingår i släktet Paraulopus och familjen Paraulopidae. Inga underarter finns listade i Catalogue of Life.